# Зенкявичюс, Витаутас Миколович
Витаутас Миколович Зенкявичюс (лит. Vytautas Zenkevičius, 3 июня 1927 — 18 августа 2008) — советский дипломат, Чрезвычайный и полномочный посол.

## Биография
- В 1962—1969 годах — сотрудник посольства СССР в США.
- В 1969—1977 годах — заместитель министра иностранных дел Литовской ССР.
- В 1977—1987 годах — министр иностранных дел Литовской ССР.

Кандидат в члены ЦК Компартии Литвы. Депутат Верховного Совета Литовской ССР[когда?]

.